# Первомайская улица (Выборг)
Первомайская улица — улица в Центральном микрорайоне Выборга. Пролегает от бульвара Кутузова и Школьной площади до микрорайона «А».

## История
Территория, на которой расположена улица, до 1860-х годов находилась за пределами города. В значительной части она относилась к Петербургскому форштадту — предместью Выборга с неупорядоченной деревянной застройкой. В 1861 году выборгским губернским землемером Б. О. Нюмальмом был разработан городской план, предусматривавший снос устаревших укреплений Рогатой крепости и формирование сети новых прямых улиц, разделивших территорию бывшего форштадта на участки правильной формы. Согласно плану старые и новые городские кварталы опоясывала цепь бульваров — променад, включавший современные парк имени Ленина, площадь Выборгских Полков, Садовую улицу, бульвар Кутузова и Первомайскую улицу. Согласно плану город разделялся на 9 районов, включая городской район Анина с широким бульваром — Калеваской улицей (фин. Kalevankatu, швед. Kalevagatan), названной в честь персонажа финского фольклора; с провозглашением независимости Финляндии официальным стал финский вариант названия. Некоторые соседние улицы городского района также носили названия, данные в честь персонажей карело-финского эпоса «Калевала». 
Но упорядочение городской застройки с переделом границ владельческих участков Петербургского форштадта заняли много лет: каменная застройка Калеваской улицы, проложенной в местности со сложным рельефом, стала формироваться с начала XX века, когда были построены Выборгское пожарное депо и угловой дом № 6. На удалённых от центра участках строились, в основном, деревянные дома, такие, как Выборгская синагога. Планы по озеленению улицы реализованы не были. 
В 1929 году архитектором О.-И. Меурманом был разработан новый генеральный план Выборга, согласно которому широкую улицу предполагалось сделать не бульваром, а основной составляющей частью проектировавшейся главной городской автодороги: от Южного кладбища через площадь Мельничной Горы до района дома Лаллукки. После частичной разборки Восточно-Выборгских укреплений и выпрямления въезда в город с юго-восточной стороны Калеванкату должна была стать центральной улицей Анины, переименованной в Калеву. Однако и новым планам не суждено было сбыться: работы по пробивке шоссе, проводившиеся в 1930-х годах, были прерваны в связи с советско-финскими войнами (1939—1944), в ходе которых была уничтожена вся деревянная застройка улицы, за которой с 1944 года, по итогам Великой Отечественной войны, закрепилось современное название. В послевоенный советский период центр города не разделялся на административные районы, поэтому название «Калева» вышло из употребления.

На плане 1861 года хорошо видна цепь бульваров
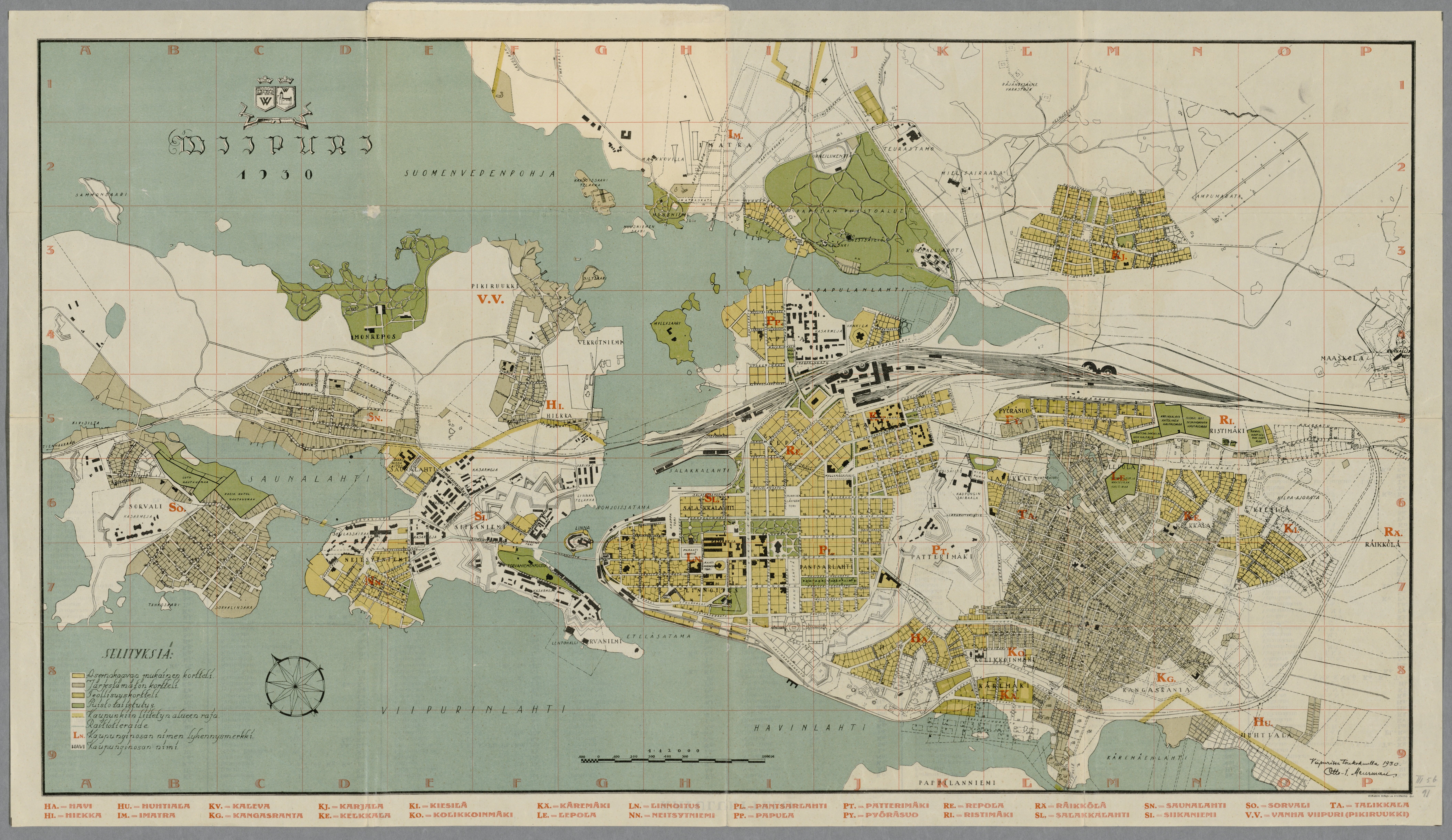
План Выборга 1930 года с широкой и длинной автомагистралью Калеванкату
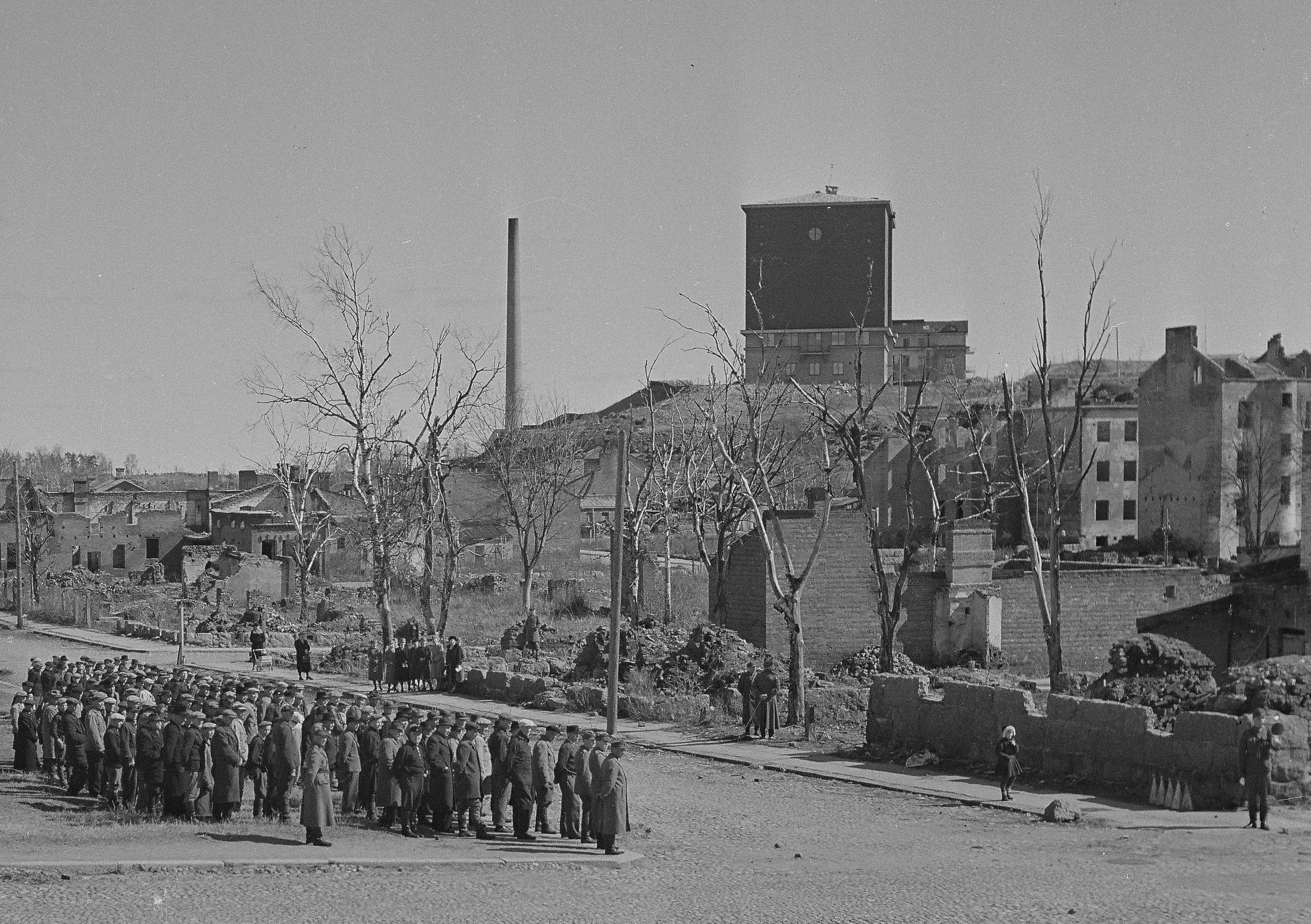
Фото военного времени
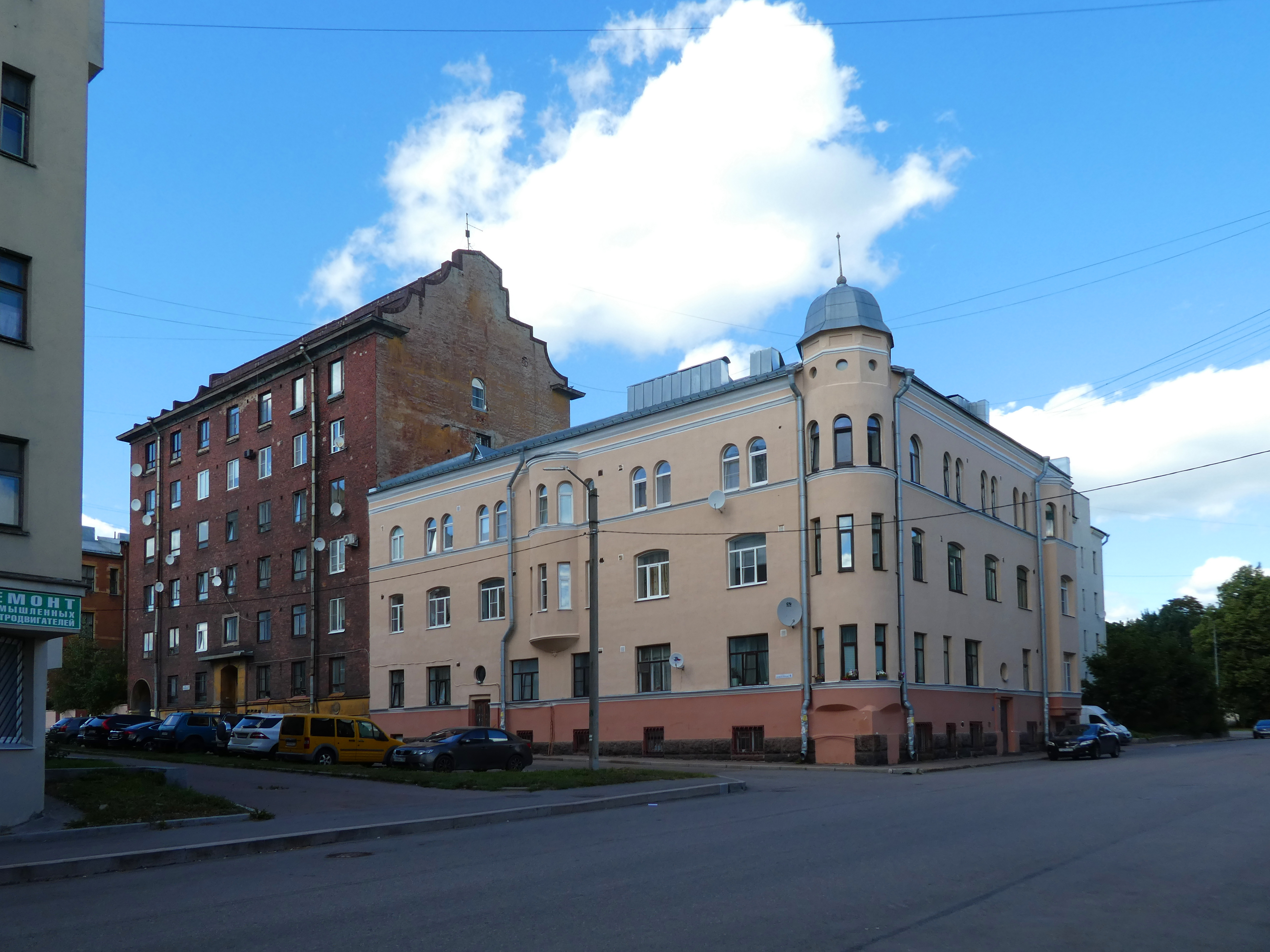
Современное фото жилых домов № 2 и № 6

Строительные работы на улице возобновилась только в 1960-х годах в соответствии с утверждённым в 1963 году генеральным планом, предусматривавшим развёртывание массового строительства на индустриальной основе путём формирования микрорайонов. В результате в юго-восточной части улицы был возведён микрорайон «А», отделивший её от магистрального въезда в город — Ленинградского шоссе. Пустовавшие с военного времени участки были застроены типовыми домами советской архитектуры — «хрущёвками». Однообразие их пропорций и фасадов из силикатного кирпича не украсило улицу и впоследствии было подвергнуто критике. В качестве более удачных примеров застройки в литературе отмечаются жилые дома с магазинами: девятиэтажный, построенный в 1974 году по проекту архитектора Б. И. Соболева (бульвар Кутузова, 43), завершивший оформление въезда на Школьную площадь, и шестиэтажный, возведённый в 1991 году по проекту архитектора В. Н. Комарова (улица Первомайская, 7). А сохранившиеся довоенные постройки начала XX века — здание Выборгского пожарного депо и четыре расположенных на улице жилых дома, отремонтированных в послевоенное время, — внесены в реестр объектов культурного наследия в качестве памятников архитектуры.
С 2008 года, после разделения всей территории Выборга на микрорайоны, Первомайская улица относится к Центральному микрорайону города.